# Carlos D’Alessio
Carlos D’Alessio (* 1935 in Buenos Aires; † 14. Juni 1992 in Paris) war ein argentinischer Komponist von Filmmusik.

## Leben
Carlos D’Alessio kam 1935 in Buenos Aires, Argentinien zur Welt. Während er eigentlich Architektur studierte, interessierte er sich privat für Filme und Musik. Er lernte Komposition bei Guillermo Graetzer und begann für Theaterstücke Musik zu schreiben. 1962 zog er nach New York und schließlich 1972 nach Paris, wo er den argentinischen Dramaturgen Copi traf. Im Jahr 1973 wurde Marguerite Duras auf ihn aufmerksam. Durch den Spielfilm India Song (1975) wurde er als Komponist für Filmmusik weltberühmt. Später arbeitete er intensiv mit Jean-Pierre Jeunet zusammen, u. a. im Film Delicatessen, seinem letzten Werk. Am 14. Juni 1992 starb Carlos D’Alessio an den Folgen einer HIV-Infektion in Paris.

## Werk

### Theatermusik
- Luxe, 1973
- L’Étoile du Nord, 1974
- Omphalos Hôtel, 1975
- L’Éden Cinéma, 1977

### Filmmusik
- 1974: La femme du Gange
- 1975: India Song
- 1976: Ganze Tage in den Bäumen (Des journées entières dans les arbres)
- 1976: Sein Name aus Venedig im verlassenen Kalkutta (Son nom de Venise dans Calcutta désert)
- 1976: Maîtresse
- 1977: Baxter, Véra Baxter
- 1978: Le navire Night
- 1980: Die verbotenen Spiele der Gräfin Dolingen von Gratz (Jeux de la Comtesse Dolingen de Gratz)
- 1982: Worte kommen meist zu spät (Hécate, maîtresse de la nuit)
- 1982: Abgereist ohne Adressangabe (Parti sans laisser d’adresse)
- 1985: Les Enfants – Die Kinder (Les enfants)
- 1989: Foutaises
- 1991: Delicatessen
- 2004: L’après-midi de Monsieur Andesmas